# Новоникольск (Воронежская область)
Новонико́льск — село в Богучарском районе Воронежской области.
Входит в состав Первомайского сельского поселения.

## География
Село находится на расстоянии 39 км к юго-западу от города Богучар, административного центра района.

### Часовой пояс
Село Новоникольск, как и вся Воронежская область, находится в часовой зоне МСК (московское время). Смещение применяемого времени относительно UTC составляет +3:00.

## Население
| 1859 | 1897 | 2000 | 2005 | 2010 |
| ---- | ---- | ---- | ---- | ---- |
| 522  | ↗650 | ↘132 | ↘122 | ↘103 |

## Улицы
| - пер. Заовражный, - ул. Кирова, | - ул. Комсомольская, - ул. Пионерская. |